# Fysisch-geografisch determinisme
Fysisch-geografisch determinisme is de opvatting dat het menselijk handelen geheel of gedeeltelijk wordt bepaald door de natuurlijke omstandigheden.
In de tweede helft van de 19e eeuw en de eerste decennia van de 20e eeuw heeft deze zienswijze veel aanhangers gekend onder geografen. De Duitse geograaf Friedrich Ratzel (1844-1904) heeft in zijn boek Anthropogeographie een belangrijke aanzet gegeven voor de ontwikkeling van het fysisch-geografisch determinisme, hoewel hij zelf nog een relatief genuanceerd standpunt innam.
Ratzels leerling Ellen Churchill Semple (1863-1932) werkte het fysisch-geografisch determinisme in meer expliciete zin uit in haar boek Influences of geographic environment (1911). Systematisch analyseerde ze de invloed van de natuurlijke omgeving op het menselijk bestaan. Zij betoogde dat de invloed van de natuur niet alleen betrekking had op het fysieke doen en laten van de mens, maar dat ook de psychische, sociale en economische ontwikkeling er door beïnvloed werden.
Hoewel geen leerling van Ratzel moet hier ook het werk van de Amerikaanse geograaf Ellsworth Huntington (1876-1947) worden genoemd. Zijn opvattingen neergelegd in Civilization and Climate (1915) hebben veel invloed gehad in een tijd waarin koloniale machtsverhoudingen de wereld beheersten. Huntington had veel gereisd en hij combineerde zijn reiservaringen met methodisch verzameld cijfermateriaal om aan te tonen dat er een direct verband bestaat tussen typen klimaat en typen menselijke activiteit:
No nation has risen to the highest grade of civilization except in regions where the climatic stimulus is great. This statement sums up our entire hypothesis.
Een van zijn conclusies was dat relatief droge lucht en hoge luchtdruk gunstig waren voor de ontwikkeling van een cultuur. Gematigde klimaatzones zijn dus gebieden waar een hoge arbeidsproductiviteit voor de hand ligt. Tropische klimaten belemmeren de arbeidsproductiviteit en de ontwikkeling van de intellectuele vermogens van de mens.
Op deze en andere vormen van fysisch-geografisch determinisme is veel kritiek gekomen, eenvoudig al omdat veel situaties daardoor niet verklaard kunnen worden. Met enkele uitzonderingen vond het fysisch-geografisch determinisme na 1940 weinig aanhangers meer in geografische kringen. Het groeiende milieubesef na 1980 heeft overigens het geloof in de technische beheersmogelijkheden van de natuur wel getemperd.